# Климов Олександр Васильович
Климов Олександр Васильович  (15 жовтня 1934 року) — публіцист, поет, художник, член Національної спілки журналістів України,член Сумської обласної громадської організації «Паліцинська академія».

## Життєпис

### Родина
Климов Олександр Васильович народився 15 жовтня 1934 року у селі Надросівка, Володарського району на Київщині, в селянській сім'ї. Громадянин України. Українець. Освіта вища. Батько двох синів і доньки. Має чотирьох внуків і правнука.

### Навчання
1953 року закінчив Володарську середню школу, у 1958 році Білоцерківський національний аграрний університет. Навчався у Сумському державному педагогічному інституті. Закінчив Заочну вищу партійну школу (Москва).

### Трудова діяльність та громадська робота
1958—1990 роки — головний агроном, голова колгоспу, начальник районного управління сільського господарства, голова райвиконкому, перший секретар Липоводолинського райкому, Роменського міськкому партії Сумської області.
1990—1998 роки — Завідувач відділу соціального забезпечення виконкому Сумської обласної ради, начальник управління соціального захисту населення Сумської обласної державної адміністрації.
Обирався депутатом Сумської обласної Ради чотирьох скликань, депутатом Липоводолинської і Роменської районних, та Роменської міської рад народних депутатів.

## Нагороди
Нагороджений двома орденами «Трудового Червоного Прапора», двома орденами «Знак Пошани», «Грамотою Президії Верховної Ради УРСР », Почесною відзнакою Сумської обласної ради «За високі досягнення», Почесними відзнаками Всеукраїнського благодійного фонду ім. П.Калнишевського «Хрест Петра Калнишевського» та Сумського земляцтва в Києві. «Орден Покрови Пресвятої Богородиці», орден «Козацької Слави» ІІІст., та багатьма орденами, медалями і відзнаками відомчих і громадських організацій.

### Почесні Звання
Почесний громадянин смт Липової Долини і села Підставки, Липоводолинського району, Сумської області.
Почесний козак Міжнародної Громадської Організації «Козацтво Запорозьке», генерал-хорунжий.

## Творчий доробок
Автор трилогії «На берегах шести річок» [Архівовано 4 вересня 2016 у Wayback Machine.]
Частина І «На берегах Таргану і Росі». Київщина.
стор.1-144 [Архівовано 16 липня 2020 у Wayback Machine.]
стор.145-288 [Архівовано 14 липня 2020 у Wayback Machine.]
стор.289-304 [Архівовано 14 липня 2020 у Wayback Machine.]
Частина II « На берегах Хоролу і Груні». Липоводолинщина
Частина III «На берегах Сули і Псла». Роменщина і Суми  [Архівовано 9 липня 2020 у Wayback Machine.]
Збірки поезії і прози «У вільну хвилину».
«Відлуння струн душі». Поезія, сатира, гумор »
«Пером і пензлем» [Архівовано 9 липня 2020 у Wayback Machine.]
«…Із слів кручу я «САМОКРУТКИ» » [Архівовано 9 липня 2020 у Wayback Machine.]
«Автор каталогів власних картин. «Намальовані спогади» » та     «Керамейя» і мистецтво». [Архівовано 9 липня 2020 у Wayback Machine.]
Автор пісні «Моє село». Музика Головченко Іван Петрович
Роман "Проза життя":
Частина перша "Від весни до осені"
Частина друга "Від осені до зими"